# Бернбойрен
Бернбойрен (нем. Bernbeuren) — община в Германии, в земле Бавария. 
Подчиняется административному округу Верхняя Бавария. Входит в состав района Вайльхайм-Шонгау. Подчиняется управлению Бернбойрен.  Население составляет 2288 человек (на 31 декабря 2010 года). Занимает площадь 41,69 км².